# Mansa luzonensis
Mansa luzonensis là một loài tò vò trong họ Ichneumonidae.